# Lužac (Vukovar)
Lužac je prigradsko naselje u sastavu Grada Vukovara, Vukovarsko-srijemska županija. 

## Zemljopis
Naselje se nalazi na lijevoj obali Vuke 3 km sjeverozapadno od centra Vukovara s kojim je povezano ulicom "204. vukovarske brigade" (ranije "Borisa Kidriča"). Između centra grada i Lušca se nalaze vukovarska Adica i Olajnica. Sjeverno se nalaze Priljevo i Borovo Naselje, dok se južno nalaze Sajmište, Petrova gora i Supoderica. Lužac je izolirano naselje, a s drugim vukovarskim naseljima povezano je cestama oko kojih nema stambenih i drugih objekata, nego šume, bare i njive. 

## Povijest

### Domovinski rat
Domaći pobunjeni Srbi uz pomoć JNA osvojili su vukovarsko naselje Lužac 2. studenoga 1991. godine, te njegovim zauzimanjem presjekli grad na dvije strane, na Borovo Naselje (s Trpinjskom cestom) i ostatak Vukovara, te tako branitelji s Trpinjske ceste svoje ranjenike nisu mogli dovoziti do vukovarske bolnice. Ulaskom u Lužac ubijeno je 69 branitelja i mještana Lušca, a za njih 30 još uvijek se traga.

## Sport
Od 1964. do 1991. godine postojao je nogometni klub Lužac.